# Opsilia molybdaena
Opsilia molybdaena là một loài bọ cánh cứng trong họ Cerambycidae.